# Lo zibaldino
(Dalla AVVERTENZA che introduce il libro)
Lo zibaldino è un'opera di Giovanni Guareschi, pubblicata nel 1948. Si tratta di una raccolta retrospettiva di scritti. Il titolo è la parafrasi, in chiave ironica, dell'opera Zibaldone di Giacomo Leopardi.
Sono raccolti, in modo miscellaneo, i "pezzi" del Guareschi di prima della guerra:
- le Osservazioni di Bertoldo
- i raccontini del Corriere della Sera.

Guareschi non affronta le grandi tematiche politiche, ma anticipa la sua abilità nel dipingere "il suo mondo entro una cornice consolidata di atmosfere familiari" (come nel Corrierino delle famiglie-Candido).
È stato osservato che negli anni dell'anteguerra, epoca della sua maturazione artistica Guareschi non  tenta di colpire chi legge con le tinte forti dei sentimenti né ha ancora sviluppato il tentativo di introdurre dubbi sul lettore dei luoghi comuni diffusi nella sua epoca, ma rappresenta una prima prova dell'abilità di Guareschi nel descrivere il piccolo mondo dei sentimenti usuali.
Il libro ha avuto un recente rilancio con presentazione di Alessandro Baricco con la definizione di: "Un libro che è entrato nel mondo del neorealismo come una formica in una caverna".